# Campeonato Asiático de Atletismo em Pista Coberta de 2012 - Resultados
Estes são os resultados do Campeonato Asiático de Atletismo em Pista Coberta de 2012 que ocorreram de 18 e 19 de fevereiro de 2012 em Hangzhou, na China.

## Resultado masculino

### 60 m
| Posição | Bateria | Atleta               | Nacionalidade  | Tempo | Notas |
| ------- | ------- | -------------------- | -------------- | ----- | ----- |
| 1       | 1       | Reza Ghasemi         | Irão           | 6.79  | Q     |
| 2       | 3       | Hassan Heidarpour    | Irão           | 6.82  | Q     |
| 3       | 3       | Zhang Peimeng        | China          | 6.87  | Q     |
| 4       | 2       | Liang Jiahong        | China          | 6.89  | Q     |
| 5       | 3       | Lai Chun Ho          | Hong Kong      | 6.91  | Q     |
| 6       | 1       | Zheng Dongsheng      | China          | 6.94  | Q     |
| 7       | 3       | Meenapra Jirapong    | Tailândia      | 6.94  | q     |
| 8       | 2       | Yeo Foo Ee Gary      | Singapura      | 6.95  | Q     |
| 9       | 2       | Liaqat Ali           | Paquistão      | 6.95  | Q     |
| 10      | 2       | Sapwaturrahman       | Indonésia      | 6.96  | q     |
| 11      | 1       | Tsui Chi Ho          | Hong Kong      | 6.97  | Q     |
| 12      | 2       | Eisa Al-Youhah       | Kuwait         | 6.98  | q     |
| 13      | 3       | Lao Iong             | Macau          | 7.09  |       |
| 14      | 1       | Pao Him Fong         | Macau          | 7.18  |       |
| 15      | 2       | Ildar Hojayev        | Turquemenistão | 7.20  |       |
| 16      | 1       | Valerii Ponomarev    | Quirguistão    | 7.24  |       |
| 17      | 3       | Akmurad Orazgeldiyev | Turquemenistão | 7.26  |       |
| 18      | 1       | Achitbileg Battulga  | Mongólia       | DSQ   | FS    |

| Posição | Bateria | Atleta            | Nacionalidade | Tempo | Notas            |
| ------- | ------- | ----------------- | ------------- | ----- | ---------------- |
| 1       | 1       | Hassan Heidarpour | Irão          | 6.59  | Q,               |
| 2       | 1       | Liang Jiahong     | China         | 6.64  | Q                |
| 3       | 1       | Lai Chun Ho       | Hong Kong     | 6.67  | q,               |
| 4       | 2       | Reza Ghasemi      | Irão          | 6.71  | Q                |
| 5       | 1       | Yeo Foo Ee Gary   | Singapura     | 6.71  | q,               |
| 6       | 1       | Sapwaturrahman    | Indonésia     | 6.73  | Recorde nacional |
| 7       | 1       | Meenapra Jirapong | Tailândia     | 6.77  |                  |
| 8       | 2       | Zhang Peimeng     | China         | 6.83  | Q                |
| 9       | 2       | Tsui Chi Ho       | Hong Kong     | 6.90  |                  |
| 10      | 2       | Eisa Al-Youhah    | Kuwait        | 6.97  |                  |
| 11      | 2       | Liaqat Ali        | Paquistão     | 6.99  |                  |
| 12      | 2       | Zheng Dongsheng   | China         | DSQ   | FS               |

| Posição           | Raia | Atleta            | Nacionalidade | Tempo | Notas |
| ----------------- | ---- | ----------------- | ------------- | ----- | ----- |
| Medalha de ouro   | 4    | Reza Ghasemi      | Irão          | 6.68  |       |
| Medalha de prata  | 1    | Lai Chun Ho       | Hong Kong     | 6.78  |       |
| Medalha de bronze | 3    | Hassan Heidarpour | Irão          | 6.78  |       |
| 4                 | 2    | Yeo Foo Ee Gary   | Singapura     | 6.87  |       |
| 5                 | 6    | Zhang Peimeng     | China         | 6.87  |       |
| 6                 | 5    | Liang Jiahong     | China         | 7.00  |       |

### 400 m
| Posição | Bateria | Atleta              | Nacionalidade  | Tempo | Notas |
| ------- | ------- | ------------------- | -------------- | ----- | ----- |
| 1       | 1       | Chi Yanan           | China          | 48.59 | Q     |
| 2       | 1       | Amin Ghelichi       | Irão           | 48.88 | Q     |
| 3       | 1       | Sergej Zaikov       | Cazaquistão    | 48.90 | q     |
| 4       | 2       | Reza Boazar         | Irão           | 48.92 | Q     |
| 5       | 1       | Zhang Yunpeng       | China          | 49.00 | q     |
| 6       | 2       | Chang Pengben       | China          | 49.08 | Q     |
| 7       | 2       | Dmitriy Komkov      | Cazaquistão    | 49.15 |       |
| 8       | 2       | Chen Chieh          | Taipé Chinesa  | 49.88 |       |
| 9       | 2       | Begench Durdumov    | Turquemenistão | 53.92 |       |
| 10      | 1       | Gaubold Jantsandorj | Mongólia       | 54.75 |       |

| Posição           | Raia | Atleta        | Nacionalidade | Tempo | Notas |
| ----------------- | ---- | ------------- | ------------- | ----- | ----- |
| Medalha de ouro   | 5    | Reza Boazar   | Irão          | 48.09 |       |
| Medalha de prata  | 4    | Chang Pengben | China         | 48.47 |       |
| Medalha de bronze | 3    | Amin Ghelichi | Irão          | 48.64 |       |
| 4                 | 6    | Chi Yanan     | China         | 48.74 |       |
| 5                 | 2    | Sergej Zaikov | Cazaquistão   | 48.97 |       |
| 6                 | 1    | Zhang Yunpeng | China         | 49.55 |       |

### 800 m
19 de fevereiro
| Posição           | Atleta            | Nacionalidade | Tempo   | Notas            |
| ----------------- | ----------------- | ------------- | ------- | ---------------- |
| Medalha de ouro   | Mohammad Al-Azemi | Kuwait        | 1:47.37 | ,                |
| Medalha de prata  | Adnan Al-Mntfage  | Iraque        | 1:49.42 | Recorde nacional |
| Medalha de bronze | Yang Xiaofei      | China         | 1:50.32 |                  |
| 4                 | Teng Haining      | China         | 1:51.05 |                  |
| 5                 | Omar Al-Rasheedi  | Kuwait        | 1:53.07 |                  |
| 6                 | Yin Xiaolong      | China         | 1:57.65 |                  |

### 1500 m
18 de fevereiro
| Posição           | Atleta                   | Nacionalidade  | Tempo   | Notas            |
| ----------------- | ------------------------ | -------------- | ------- | ---------------- |
| Medalha de ouro   | Mohammed Shaween         | Arábia Saudita | 3:57.84 | Recorde nacional |
| Medalha de prata  | Mohamad Al-Garni         | Catar          | 3:58.04 |                  |
| Medalha de bronze | Omar Al-Rasheedi         | Kuwait         | 3:59.83 |                  |
| 4                 | Ranjan Kuttanda Kariappa | Índia          | 4:00.03 |                  |
| 5                 | Zhang Haikun             | China          | 4:00.90 |                  |
| 6                 | Ravindra Singh Rautela   | Índia          | 4:01.43 |                  |
| 7                 | Jiang Bing               | China          | 4:01.49 |                  |
| 8                 | Yu Yang                  | China          | 4:01.77 |                  |
| 9                 | Boldoo Odbayar           | Mongólia       | 4:11.83 |                  |

### 3000 m
19 de fevereiro
| Posição           | Atleta              | Nacionalidade | Tempo   | Notas            |
| ----------------- | ------------------- | ------------- | ------- | ---------------- |
| Medalha de ouro   | Bilisuma Shugi      | Bahrein       | 7:43.88 |                  |
| Medalha de prata  | Mohamad Al-Garni    | Catar         | 7:46.17 |                  |
| Medalha de bronze | Alemu Bekele Gebre  | Bahrein       | 7:48.04 |                  |
| 4                 | Artyom Kossinov     | Cazaquistão   | 8:02.36 |                  |
| 5                 | Yang Tao            | China         | 8:11.41 |                  |
| 6                 | Yang Le             | China         | 8:14.99 |                  |
| 7                 | Erzhan Askarov      | Quirguistão   | 8:43.69 |                  |
| 8                 | Boldoo Odbayar      | Mongólia      | 8:52.83 | Recorde nacional |
| 9                 | Muhammad Al-Quraisy | Indonésia     | 8:58.64 | Recorde nacional |
| 10 !              | Lin Xiangqian       | China         | DNF     |                  |

### 60 m com barreiras
| Posição | Bateria | Atleta                   | Nacionalidade | Tempo | Notas |
| ------- | ------- | ------------------------ | ------------- | ----- | ----- |
| 1       | 2       | Abdulaziz Al-Mandeel     | Kuwait        | 7.89  | Q     |
| 2       | 1       | Yin Jing                 | China         | 7.95  | Q     |
| 3       | 2       | Jiang Fan                | China         | 7.97  | Q     |
| 4       | 2       | Ji Wei                   | China         | 7.97  | q     |
| 5       | 1       | Rouollah Asgarigandomani | Irão          | 8.07  | Q     |
| 6       | 2       | Ko Wen-ting              | Taipé Chinesa | 8.19  | q     |
| 7       | 1       | Mohsin Ali               | Paquistão     | 8.20  |       |
| 8       | 2       | Iong Kim Hai             | Macau         | 8.42  |       |
| 9       | 1       | Anousone Saysa           | Laos          | 9.03  |       |
| 10      | 1       | Fawaz Al-Shammari        | Kuwait        | DSQ   | FS    |

| Posição           | Raia | Atleta                   | Nacionalidade | Tempo | Notas                 |
| ----------------- | ---- | ------------------------ | ------------- | ----- | --------------------- |
| Medalha de ouro   | 6    | Jiang Fan                | China         | 7.74  | Recorde do campeonato |
| Medalha de prata  | 3    | Abdulaziz Al-Mandeel     | Kuwait        | 7.82  |                       |
| Medalha de bronze | 2    | Ji Wei                   | China         | 7.85  |                       |
| 4                 | 4    | Yin Jing                 | China         | 7.95  |                       |
| 5                 | 5    | Rouollah Asgarigandomani | Irão          | 8.01  |                       |
| 6                 | 1    | Ko Wen-ting              | Taipé Chinesa | 8.23  |                       |

### Salto em altura
19 de fevereiro
| Posição           | Atleta                      | Nacionalidade | 2.00 | 2.05 | 2.10 | 2.15 | 2.20 | 2.24 | 2.28 | 2.31 | 2.34 | 2.37 | 2.40 | Resultados | Notas            |
| ----------------- | --------------------------- | ------------- | ---- | ---- | ---- | ---- | ---- | ---- | ---- | ---- | ---- | ---- | ---- | ---------- | ---------------- |
| Medalha de ouro   | Mutaz Essa Barshim          | Catar         | –    | –    | o    | o    | o    | o    | xo   | o    | o    | o    | xxx  | 2.37       | ,                |
| Medalha de prata  | Zhang Guowei                | China         | –    | –    | o    | o    | xo   | o    | o    | xxx  |      |      |      | 2.28       |                  |
| Medalha de bronze | Majd Eddin Ghazal           | Síria         | o    | o    | o    | o    | o    | xxo  | xxx  |      |      |      |      | 2.24       | Recorde nacional |
| 4                 | Wang Yu                     | China         | –    | o    | o    | o    | xxx  |      |      |      |      |      |      | 2.15       |                  |
| 5                 | Thomas Chenapparambil Jitin | Índia         | –    | o    | xo   | o    | xxx  |      |      |      |      |      |      | 2.15       |                  |
| 6                 | Muamafa Barsham             | Catar         | xo   | o    | xo   | xxx  |      |      |      |      |      |      |      | 2.10       |                  |
| 7                 | Lam Ho Fung                 | Hong Kong     | o    | xxo  | xxx  |      |      |      |      |      |      |      |      | 2.05       |                  |
| 8                 | Ebrahim Al-Enezi            | Kuwait        | xxx  |      |      |      |      |      |      |      |      |      |      | NM         |                  |
| 9                 | Wang Chen                   | China         |      |      |      |      |      |      |      |      |      |      |      | DNS        |                  |

### Salto com vara
18 de fevereiro
| Posição           | Atleta          | Nacionalidade | 4.50 | 4.75 | 5.00 | 5.10 | 5.20 | 5.30 | 5.40 | 5.50 | 5.60 | Resultados | Notas |
| ----------------- | --------------- | ------------- | ---- | ---- | ---- | ---- | ---- | ---- | ---- | ---- | ---- | ---------- | ----- |
| Medalha de ouro   | Yang Yansheng   | China         | –    | –    | –    | –    | –    | o    | –    | xxo  | xxx  | 5.50       |       |
| Medalha de prata  | Zhang Wei       | China         | –    | –    | –    | o    | –    | o    | xxo  | xxx  |      | 5.40       |       |
| Medalha de bronze | Junya Nagata    | Japão         | –    | –    | o    | o    | o    | o    | xxx  |      |      | 5.30       |       |
| 4                 | Mohsen Rabbani  | Irão          | –    | –    | xo   | xxx  |      |      |      |      |      | 5.00       |       |
| 5                 | Xie Xing        | China         | –    | xxo  | xo   | –    | xxx  |      |      |      |      | 5.00       |       |
| 6                 | Bineesh Jacob   | Índia         | xxx  |      |      |      |      |      |      |      |      | NM         |       |
| 6                 | Naoya Kawaguchi | Japão         | –    | –    | xxx  |      |      |      |      |      |      | NM         |       |
| 6                 | Jin Minsub      | Coreia do Sul | –    | –    | xxx  |      |      |      |      |      |      | NM         |       |

### Salto em distância
18 de fevereiro
| Posição           | Atleta               | Nacionalidade | #1   | #2   | #3   | #4   | #5   | #6   | Resultados | Notas            |
| ----------------- | -------------------- | ------------- | ---- | ---- | ---- | ---- | ---- | ---- | ---------- | ---------------- |
| Medalha de ouro   | Li Jinzhe            | China         | x    | x    | 7.52 | 7.73 | x    | 7.98 | 7.98       |                  |
| Medalha de prata  | Rikiya Saruyama      | Japão         | 7.58 | 7.63 | x    | x    | 7.50 | x    | 7.63       |                  |
| Medalha de bronze | Premkumar Kumaravel  | Índia         | 7.62 | 7.36 | 7.54 | 7.33 | x    | 7.26 | 7.62       | Recorde nacional |
| 4                 | Lin Qing             | China         | 7.50 | 7.51 | 7.62 | 7.16 | x    | 7.45 | 7.62       |                  |
| 5                 | Zhang Xiaoyi         | China         | 7.38 | 7.61 | 7.42 | –    | –    | –    | 7.61       |                  |
| 6                 | Konstantin Safronov  | Cazaquistão   | 7.30 | 7.51 | 7.54 | 7.40 | 7.57 | 7.56 | 7.57       |                  |
| 7                 | Yohei Sugai          | Japão         | 7.16 | 7.54 | x    | 7.48 | x    | x    | 7.54       |                  |
| 8                 | Supanara Sukhasvasti | Tailândia     | 7.36 | x    | 7.47 | 7.32 | x    | x    | 7.47       |                  |
| 9                 | Mohammad Arzande     | Irão          | 7.27 | 7.36 | 7.43 |      |      |      | 7.43       |                  |
| 10                | Kirill Agoyev        | Cazaquistão   | x    | x    | 7.31 |      |      |      | 7.31       |                  |
| 11                | Lin Ching-hsuan      | Taipé Chinesa | 7.19 | x    | x    |      |      |      | 7.19       |                  |
| 12                | Si Kuan Wang         | Macau         | 6.32 | x    | –    |      |      |      | 6.32       |                  |
| 13                | Saleh Al-Haddad      | Kuwait        | –    | –    | –    |      |      |      | DNF        |                  |

### Salto triplo
19 de fevereiro
| Posição           | Atleta               | Nacionalidade | #1    | #2    | #3    | #4    | #5    | #6    | Resultados | Notas |
| ----------------- | -------------------- | ------------- | ----- | ----- | ----- | ----- | ----- | ----- | ---------- | ----- |
| Medalha de ouro   | Dong Bin             | China         | 16.76 | 17.01 | x     | 16.94 | 16.72 | 16.98 | 17.01      | , =   |
| Medalha de prata  | Cao Shuo             | China         | 16.40 | 17.01 | 16.34 | 16.38 | –     | x     | 17.01      |       |
| Medalha de bronze | Li Yanxi             | China         | 16.00 | 15.98 | 16.19 | 16.23 | x     | x     | 16.23      |       |
| 4                 | Roman Valiyev        | Cazaquistão   | x     | 16.22 | x     | 15.98 | 16.04 | 15.97 | 16.22      |       |
| 5                 | Tseng Ke Chen Stefan | Singapura     | 13.51 | 13.69 | x     | x     | 14.76 | x     | 14.76      |       |
| 6                 | Yohei Kajikawa       | Japão         |       |       |       |       |       |       | DNS        |       |
| 6                 | Si Kuan Wang         | Macau         |       |       |       |       |       |       | DNS        |       |

### Arremesso de peso
19 de fevereiro
| Posição           | Atleta                    | Nacionalidade  | #1    | #2    | #3    | #4    | #5    | #6    | Resultados | Notas                 |
| ----------------- | ------------------------- | -------------- | ----- | ----- | ----- | ----- | ----- | ----- | ---------- | --------------------- |
| Medalha de ouro   | Zhang Jun                 | China          | 19.78 | x     | 19.37 | 19.33 | x     | 19.31 | 19.78      | Recorde do campeonato |
| Medalha de prata  | Wang Guangfu              | China          | 19.26 | 19.40 | 19.10 | 19.39 | 19.00 | 18.88 | 19.40      |                       |
| Medalha de bronze | Wang Like                 | China          | 18.53 | 19.09 | 18.75 | 18.68 | 18.66 | 18.79 | 19.09      |                       |
| 4                 | Ahmad Gholoum             | Kuwait         | 18.86 | 18.83 | 19.08 | x     | 18.68 | x     | 19.08      | Recorde nacional      |
| 5                 | Mohammad Hossen Eskandari | Irão           | 17.83 | 17.64 | 17.16 | x     | 17.86 | 17.88 | 17.88      |                       |
| 6                 | Ivan Ivanov               | Cazaquistão    | 16.87 | 17.74 | 17.56 | 17.09 | x     | x     | 17.74      |                       |
| 7                 | Tejen Hommadov            | Turquemenistão | 14.61 | 15.43 | 15.08 | 15.11 | 15.81 | 15.43 | 15.81      | Recorde nacional      |

### Heptatlo
18 e 19 de fevereiro
| Posição           | Atleta                   | Nacionalidade | 60m  | SD   | AP    | SA   | 60 m C/B | SV   | 1000 m  | Pontos | Notas |
| ----------------- | ------------------------ | ------------- | ---- | ---- | ----- | ---- | -------- | ---- | ------- | ------ | ----- |
| Medalha de ouro   | Dmitriy Karpov           | Cazaquistão   | 7.20 | 7.10 | 16.26 | 2.00 | 8.09     | 5.00 | 2:52.61 | 5928   | , SB  |
| Medalha de prata  | Keisuke Ushiro           | Japão         | 7.33 | 6.65 | 13.95 | 2.03 | 8.61     | 4.90 | 2:44.97 | 5590   |       |
| Medalha de bronze | Hiromasa Tanaka          | Japão         | 7.20 | 6.41 | 12.04 | 1.85 | 8.72     | 4.70 | 3:02.87 | 5033   |       |
| 4                 | Joseph Vinod Pulimoottil | Índia         | 7.36 | 6.65 | 12.37 | 1.94 | 8.83     | 4.20 | 3:08.78 | 4907   |       |

## Resultado feminino

### 60 m
| Posição | Bateria | Atleta              | Nacionalidade  | Tempo | Notas |
| ------- | ------- | ------------------- | -------------- | ----- | ----- |
| 1       | 3       | Tao Yujia           | China          | 7.49  | Q     |
| 2       | 3       | Viktoriya Zyabkina  | Cazaquistão    | 7.49  | Q     |
| 3       | 1       | Olga Bludova        | Cazaquistão    | 7.50  | Q     |
| 4       | 1       | Wei Yongli          | China          | 7.54  | Q     |
| 5       | 3       | Liao Ching-hsien    | Taipé Chinesa  | 7.68  | Q     |
| 6       | 2       | Jiang Shan          | China          | 7.69  | Q     |
| 7       | 2       | Elena Ryabova       | Turquemenistão | 7.73  | Q     |
| 8       | 2       | Fong Yee Pui        | Hong Kong      | 7.74  | Q     |
| 9       | 1       | Lam On Ki           | Hong Kong      | 7.74  | Q     |
| 10      | 3       | Ieong Loi           | Macau          | 7.88  | q     |
| 11      | 1       | Nurul Imaniar       | Indonésia      | 7.92  | q     |
| 12      | 1       | Veronica Pereira    | Singapura      | 8.00  | q     |
| 13      | 2       | Ksenia Kadkina      | Quirguistão    | 8.01  |       |
| 14      | 2       | Tungalag Battsengel | Mongólia       | 8.54  |       |

| Posição | Bateria | Atleta             | Nacionalidade  | Tempo | Notas            |
| ------- | ------- | ------------------ | -------------- | ----- | ---------------- |
| 1       | 1       | Viktoriya Zyabkina | Cazaquistão    | 7.33  | Q,               |
| 2       | 1       | Tao Yujia          | China          | 7.37  | Q                |
| 3       | 1       | Wei Yongli         | China          | 7.40  | q                |
| 4       | 2       | Olga Bludova       | Cazaquistão    | 7.40  | Q                |
| 5       | 2       | Jiang Shan         | China          | 7.58  | Q                |
| 6       | 1       | Liao Ching-hsien   | Taipé Chinesa  | 7.60  | q                |
| 7       | 1       | Fong Yee Pui       | Hong Kong      | 7.65  |                  |
| 8       | 1       | Lam On Ki          | Hong Kong      | 7.65  |                  |
| 9       | 2       | Elena Ryabova      | Turquemenistão | 7.66  | Recorde nacional |
| 10      | 2       | Ieong Loi          | Macau          | 7.82  |                  |
| 11      | 2       | Nurul Imaniar      | Indonésia      | 7.83  | Recorde nacional |
| 12      | 1       | Veronica Pereira   | Singapura      | DNS   |                  |

| Posição           | Raia | Atleta             | Nacionalidade | Tempo | Notas |
| ----------------- | ---- | ------------------ | ------------- | ----- | ----- |
| Medalha de ouro   | 2    | Wei Yongli         | China         | 7.37  |       |
| Medalha de prata  | 5    | Tao Yujia          | China         | 7.40  |       |
| Medalha de bronze | 3    | Viktoriya Zyabkina | Cazaquistão   | 7.44  |       |
| 4                 | 4    | Olga Bludova       | Cazaquistão   | 7.49  |       |
| 5                 | 1    | Liao Ching-hsien   | Taipé Chinesa | 7.63  |       |
| 6                 | 6    | Jiang Shan         | China         | 7.70  |       |

### 400 m
| Posição | Bateria | Atleta              | Nacionalidade | Tempo   | Notas |
| ------- | ------- | ------------------- | ------------- | ------- | ----- |
| 1       | 2       | Chen Jingwen        | China         | 55.33   | Q     |
| 2       | 2       | Maryam Toosi        | Irão          | 55.55   | Q     |
| 3       | 2       | Alexandra Kuzina    | Cazaquistão   | 56.34   | q     |
| 4       | 1       | Tang Xiaoyin        | China         | 56.44   | Q     |
| 5       | 1       | Natalya Tukova      | Cazaquistão   | 56.76   | Q     |
| 6       | 1       | Cheng Chong         | China         | 56.87   | q     |
| 7       | 2       | Nguyen Thi Thuy     | Vietname      | 58.20   |       |
| 8       | 2       | Iuliia Khodykina    | Quirguistão   | 58.34   |       |
| 9       | 1       | Munguntuya Batgerel | Mongólia      | 59.17   |       |
| 10      | 1       | Leong Ka Man        | Macau         | 1:00.03 |       |
| 11      | 2       | Solongo Batbold     | Mongólia      | 1:01.92 |       |

| Posição           | Raia | Atleta           | Nacionalidade | Tempo | Notas            |
| ----------------- | ---- | ---------------- | ------------- | ----- | ---------------- |
| Medalha de ouro   | 4    | Maryam Toosi     | Irão          | 53.85 | Recorde nacional |
| Medalha de prata  | 6    | Chen Jingwen     | China         | 54.17 |                  |
| Medalha de bronze | 5    | Tang Xiaoyin     | China         | 55.06 |                  |
| 4                 | 2    | Alexandra Kuzina | Cazaquistão   | 55.96 |                  |
| 5                 | 1    | Cheng Chong      | China         | 56.18 |                  |
| 6                 | 3    | Natalya Tukova   | Cazaquistão   | 56.94 |                  |

### 800 meters
19 de fevereiro
| Posição           | Atleta                | Nacionalidade | Tempo   | Notas            |
| ----------------- | --------------------- | ------------- | ------- | ---------------- |
| Medalha de ouro   | Zhao Jing             | China         | 2:04.15 |                  |
| Medalha de prata  | Genzeb Shumi Regasa   | Bahrein       | 2:05.96 |                  |
| Medalha de bronze | Song Tingting         | China         | 2:11.32 |                  |
| 4                 | Pratima Tudu          | Índia         | 2:13.42 |                  |
| 5                 | Aster Tesfaye Tilahun | Bahrein       | 2:15.23 |                  |
| 6                 | Leong Ka Man          | Macau         | 2:21.92 | Recorde nacional |
| 7                 | Toly Phengphalane     | Laos          | 2:34.74 |                  |
| 8                 | Mart Dashvandan       | Mongólia      | DNS     |                  |

### 1500 m
18 February
| Posição           | Atleta                | Nacionalidade          | Tempo   | Notas            |
| ----------------- | --------------------- | ---------------------- | ------- | ---------------- |
| Medalha de ouro   | Genzeb Shumi Regasa   | Bahrein                | 4:15.85 |                  |
| Medalha de prata  | Betlhem Desalegn      | Emirados Árabes Unidos | 4:16.97 | Recorde nacional |
| Medalha de bronze | Liu Fang              | China                  | 4:18.32 |                  |
| 4                 | Xu Qiuzi              | China                  | 4:19.98 |                  |
| 5                 | Zhang Jie             | China                  | 4:20.74 |                  |
| 6                 | Simon Rajam Bindhu    | Índia                  | 4:20.92 |                  |
| 7                 | Aster Tesfaye Tilahun | Bahrein                | 4:26.12 |                  |
| 8                 | Alia Saeed Mohammed   | Emirados Árabes Unidos | 4:28.32 |                  |
| 9                 | Leila Ebrahimi        | Irão                   | 4:31.43 |                  |
| 10                | Luiza Kutueva         | Quirguistão            | 4:48.08 |                  |
| 11                | Semjid Namjilsuren    | Mongólia               | 5:08.28 | Recorde nacional |

### 3000 m
19 de fevereiro
| Posição           | Atleta              | Nacionalidade          | Tempo    | Notas            |
| ----------------- | ------------------- | ---------------------- | -------- | ---------------- |
| Medalha de ouro   | Shitaye Eshete      | Bahrein                | 8:49.27  | ,                |
| Medalha de prata  | Betlhem Desalegn    | Emirados Árabes Unidos | 8:53.56  | Recorde nacional |
| Medalha de bronze | Tejitu Daba         | Bahrein                | 8:53.75  |                  |
| 4                 | Alia Saeed Mohammed | Emirados Árabes Unidos | 9:01.03  |                  |
| 5                 | Fu Tinglian         | China                  | 9:06.23  |                  |
| 6                 | Jin Yuan            | China                  | 9:07.09  |                  |
| 7                 | Li Zhenzhu          | China                  | 9:07.62  |                  |
| 8                 | Suriya Loganathan   | Índia                  | 9:09.81  | Recorde nacional |
| 9                 | Leila Ebrahimi      | Irão                   | 9:58.63  |                  |
| 10                | Nguyen Thi Phuong   | Vietname               | 10:33.72 |                  |
| 11                | Luiza Kutueva       | Quirguistão            | 10:34.57 |                  |
| 12                | Semjid Namjilsuren  | Mongólia               | 11:21.01 |                  |

### 60 m com barreiras
| Posição | Bateria | Atleta                       | Nacionalidade | Tempo | Notas            |
| ------- | ------- | ---------------------------- | ------------- | ----- | ---------------- |
| 1       | 2       | Wu Shuijiao                  | China         | 8.33  | Q                |
| 2       | 2       | Natalya Ivoninskaya          | Cazaquistão   | 8.44  | Q                |
| 3       | 1       | Anastassiya Soprunova        | Cazaquistão   | 8.58  | Q                |
| 4       | 1       | Sun Yawei                    | China         | 8.60  | Q                |
| 5       | 2       | Zhang Rong                   | China         | 8.61  | q                |
| 6       | 2       | Anchu Mamachan               | Índia         | 8.64  | q                |
| 7       | 1       | Elnaz Komapni                | Irão          | 9.15  |                  |
| 8       | 1       | Dipna Lim Prasad             | Singapura     | 9.25  | Recorde nacional |
| 9       | 1       | Aishwarya Govindappa Mahadev | Índia         | 9.36  |                  |
| 10      | 2       | Olesia Korovina              | Quirguistão   | 9.48  |                  |

| Posição           | Raia | Atleta                | Nacionalidade | Tempo | Notas                 |
| ----------------- | ---- | --------------------- | ------------- | ----- | --------------------- |
| Medalha de ouro   | 4    | Wu Shuijiao           | China         | 8.24  | Recorde do campeonato |
| Medalha de prata  | 6    | Natalya Ivoninskaya   | Cazaquistão   | 8.29  |                       |
| Medalha de bronze | 5    | Sun Yawei             | China         | 8.35  |                       |
| 4                 | 1    | Zhang Rong            | China         | 8.46  |                       |
| 5                 | 3    | Anastassiya Soprunova | Cazaquistão   | 8.47  |                       |
| 6                 | 2    | Anchu Mamachan        | Índia         | 8.48  |                       |

### Revezamento 4x400 m
19 de fevereiro
| Posição           | Nacionalidade | Atletas                                                                    | Tempo   | Notas            |
| ----------------- | ------------- | -------------------------------------------------------------------------- | ------- | ---------------- |
| Medalha de ouro   | China         | Chen Yanmei, Tang Xiaoyin, Cheng Chong, Chen Jingwen                       | 3:40.34 |                  |
| Medalha de prata  | Cazaquistão   | Natalya Tukova, Yekaterina Yermak, Margarita Kudinova, Alexandra Kuzina    | 3:44.85 |                  |
| Medalha de bronze | Quirguistão   | Olesia Korovina, Anna Bulanova, Ksenia Kadkina, Iuliia Khodykina           | 3:56.11 | Recorde nacional |
| 4                 | Mongólia      | Munguntuya Batgerel, Mart Dashvandan, Solongo Batbold, Tungalag Battsengel | 4:02.16 |                  |

### Salto em altura
18 de fevereiro
| Posição           | Atleta             | Nacionalidade | 1.70 | 1.75 | 1.80 | 1.84 | 1.88 | 1.92 | 1.95 | Resultados | Notas |
| ----------------- | ------------------ | ------------- | ---- | ---- | ---- | ---- | ---- | ---- | ---- | ---------- | ----- |
| Medalha de ouro   | Zheng Xingjuan     | China         | –    | –    | o    | o    | xo   | xo   | xxx  | 1.92       |       |
| Medalha de prata  | Wang Yang          | China         | o    | o    | o    | o    | xo   | xxx  |      | 1.88       |       |
| Medalha de bronze | Duong Thi Viet Anh | Vietname      | –    | o    | o    | o    | xxx  |      |      | 1.84       |       |
| 4                 | Chen Yanjun        | China         | o    | o    | xxo  | xxx  |      |      |      | 1.80       |       |
| 4                 | Sahana Kumari      | Índia         | o    | o    | xxo  | xxx  |      |      |      | 1.80       |       |
| 6                 | Miyuki Fukumoto    | Japão         | o    | o    | xxx  |      |      |      |      | 1.75       |       |
| 7                 | Wu Meng-chia       | Taipé Chinesa | xo   | xxx  |      |      |      |      |      | 1.70       |       |

### Salto com vara
19 de fevereiro
| Posição           | Atleta              | Nacionalidade | 3.60 | 3.80 | 4.00 | 4.15 | 4.30 | 4.40 | 4.45 | 4.50 | 4.55 | 4.60 | Resultados | Notas            |
| ----------------- | ------------------- | ------------- | ---- | ---- | ---- | ---- | ---- | ---- | ---- | ---- | ---- | ---- | ---------- | ---------------- |
| Medalha de ouro   | Li Ling             | China         | –    | –    | –    | o    | o    | o    | –    | xo   | –    | x–   | 4.50       | ,                |
| Medalha de prata  | Choi Yun-hee        | Coreia do Sul | –    | –    | xo   | o    | xo   | xxx  |      |      |      |      | 4.30       | Recorde nacional |
| Medalha de bronze | Megumi Nakada       | Japão         | –    | o    | xxo  | o    | xxx  |      |      |      |      |      | 4.15       |                  |
| 4                 | Xu Huiqin           | China         | –    | –    | o    | xo   | xxx  |      |      |      |      |      | 4.15       |                  |
| 5                 | Tatyana Turkova     | Cazaquistão   | o    | o    | o    | xxx  |      |      |      |      |      |      | 4.00       |                  |
| 6                 | Li Caixia           | China         | –    | xxo  | xxx  |      |      |      |      |      |      |      | 3.80       |                  |
| 6                 | Miho Imano          | Japão         | o    | xxo  | xxx  |      |      |      |      |      |      |      | 3.80       |                  |
| 8                 | Riezel Buenaventura | Filipinas     | xxx  |      |      |      |      |      |      |      |      |      | NM         |                  |

### Salto em distância
18 de fevereiro
| Posição           | Atleta                | Nacionalidade | #1   | #2   | #3   | #4   | #5   | #6   | Resultados | Notas |
| ----------------- | --------------------- | ------------- | ---- | ---- | ---- | ---- | ---- | ---- | ---------- | ----- |
| Medalha de ouro   | Lu Minjia             | China         | 6.33 | 6.32 | x    | 6.31 | 6.26 | x    | 6.33       |       |
| Medalha de prata  | Anastassiya Kudinova  | Cazaquistão   | 5.92 | x    | 6.15 | x    | 6.23 | x    | 6.23       |       |
| Medalha de bronze | Wang Wupin            | China         | 6.21 | x    | x    | 6.14 | 6.14 | 6.22 | 6.22       |       |
| 4                 | Lyudmila Grankovskaya | Cazaquistão   | x    | 5.95 | x    | x    | 5.69 | 5.59 | 5.95       |       |
| 5                 | Liu Xiao              | China         | x    | x    | 5.64 | x    | x    | 5.70 | 5.70       |       |
| 6                 | Cheung Lai Yee        | Hong Kong     | 5.52 | x    | 5.38 | x    | 5.47 | 5.43 | 5.52       |       |
| 7                 | Tse Mang Chi          | Hong Kong     | 5.13 | 5.17 | 5.03 | 5.17 | 5.01 | 4.86 | 5.17       |       |
| 8                 | Anna Bulanova         | Quirguistão   | 4.62 | 4.94 | 4.62 | 3.46 | x    | 4.78 | 4.94       |       |

### Salto triplo
18 de fevereiro
| Posição           | Atleta                | Nacionalidade | #1    | #2    | #3    | #4    | #5    | #6    | Resultados | Notas |
| ----------------- | --------------------- | ------------- | ----- | ----- | ----- | ----- | ----- | ----- | ---------- | ----- |
| Medalha de ouro   | Xie Limei             | China         | 13.89 | 11.68 | 14.06 | x     | 13.90 | 13.79 | 14.06      |       |
| Medalha de prata  | Li Yanmei             | China         | 13.47 | x     | 13.73 | 13.36 | 13.11 | 13.69 | 13.73      |       |
| Medalha de bronze | Lyudmila Grankovskaya | Cazaquistão   | 12.39 | 13.10 | 13.04 | 13.22 | 13.19 | x     | 13.22      |       |
| 4                 | Yekaterina Ektova     | Cazaquistão   | 12.92 | x     | 12.69 | 12.99 | 13.05 | 12.93 | 13.05      |       |
| 5                 | Waka Maeda            | Japão         | 12.44 | 12.45 | 12.54 | 12.77 | x     | 12.74 | 12.77      |       |
| 6                 | Tse Mang Chi          | Hong Kong     | 11.65 | 11.70 | 11.69 | 11.85 | 11.93 | 12.15 | 12.15      |       |
| 7                 | Cheung Lai Yee        | Hong Kong     | x     | x     | 11.80 | 12.01 | 11.98 | 11.70 | 12.01      |       |

### Arremesso de peso
18 de fevereiro
| Posição           | Atleta        | Nacionalidade | #1    | #2    | #3    | #4    | #5    | #6    | Resultados | Notas                 |
| ----------------- | ------------- | ------------- | ----- | ----- | ----- | ----- | ----- | ----- | ---------- | --------------------- |
| Medalha de ouro   | Liu Xiangrong | China         | 17.60 | 17.78 | 18.34 | x     | 18.05 | 18.37 | 18.37      | Recorde do campeonato |
| Medalha de prata  | Leila Rajabi  | Irão          | 16.89 | 17.51 | x     | 17.10 | 17.43 | 17.51 | 17.51      |                       |
| Medalha de bronze | Meng Qianqian | China         | 15.54 | x     | 16.13 | 15.95 | x     | x     | 16.13      |                       |
| 4                 | Li Wen-hua    | Taipé Chinesa | 13.65 | 13.61 | 13.17 | 13.08 | 13.80 | x     | 13.80      |                       |

### Pentatlo
19 de fevereiro
| Posição           | Atleta             | Nacionalidade | 60 m C/B | SA   | AP    | SD   | 800 m  | Pontos | Notas            |
| ----------------- | ------------------ | ------------- | -------- | ---- | ----- | ---- | ------ | ------ | ---------------- |
| Medalha de ouro   | Irina Karpova      | Cazaquistão   | 8.89     | 1.71 | 12.26 | 5.93 | 2:26.0 | 4050   |                  |
| Medalha de prata  | Duong Thi Viet Anh | Vietname      | 8.99     | 1.83 | 10.10 | 5.82 | 2:41.7 | 3812   | Recorde nacional |
| Medalha de bronze | Sepeide Tavakoli   | Irão          | 9.09     | 1.71 | 11.09 | 5.34 | 2:24.6 | 3775   |                  |
| 4                 | Chu Chia-ling      | Taipé Chinesa | 8.92     | 1.68 | 10.77 | 5.51 | 2:42.3 | 3586   |                  |
| 5                 | Niksy Joseph       | Índia         | 9.37     | 1.59 | 9.33  | 5.42 | 2:24.4 | 3486   |                  |
| 6                 | Navpreet Kaur      | Índia         | 9.13     | 1.62 | 10.52 | 4.78 | 2:27.2 | 3434   |                  |

Legenda
| Recorde mundial       | Recorde mundial (World record)               |                       | Recorde africano                      | Recorde africano (African) |                                           | Q | Classificado por posição (Qualified) |
| Recorde do campeonato | Recorde do campeonato (Championship record)  | Recorde da América    | Recorde da América (Americas)         | q                          | Classificado por melhor tempo (Qualified) |   |                                      |
| Melhor marca do ano   | Melhor marca do ano (World leading)          | Recorde asiático      | Recorde asiático (Asian)              | DNS                        | Não largou (Did not start)                |   |                                      |
| Recorde nacional      | Recorde nacional (National record)           | Recorde europeu       | Recorde europeu (European)            | DNF                        | Não terminou (Did not finish)             |   |                                      |
| Recorde pessoal       | Recorde pessoal do atleta (Personal best)    | Recorde da Oceania    | Recorde da Oceania (Oceania)          | DSQ / DQ                   | Desclassificado (Disqualified)            |   |                                      |
| Recorde da temporada  | Recorde da temporada do atleta (Season best) | Recorde sul-americano | Recorde sul-americano (South America) | NM                         | Sem marca (No mark)                       |   |                                      |